# ミスキート語
ミスキート語(ミスキート語でMískitu)は、ニカラグア北東部、特に北カリブ沿岸自治地域、およびホンジュラス東部で、ミスキート族が話すミスマルパ語族に属する言語である。 
18万人の話者がいるミスキート語は、ニカラグアとホンジュラスの同系統の言語の中で最も広く話されており、ミスマルパ語として知られるようになった。この名称は、語族内のグループの名称であるミスキート語、スモ語、マタガルパ語に由来する。語族内の系図には不明な点もあるが、共通のグループを構成すると考えられるスモ語派やマタガルパ語派とは一線を画しており、かつては他のミスマルパ語族の言語の影響を強く受けていたことが明らかである。この地域では、ミスキート語が栄える以前はスモ語が優勢であったと考えられている。現在ではその関係は逆転し、かつてのスモ語話者は多くがミスキート語に言語を移行しており、それがスモ語の方言に大きな影響を与えている。これら(タワフカ、パナマフカ、トゥアフカ)のいくつかは、スモ語のマヤンナサブグループを構成し、ウルワ語は別のサブグループを構成する。ミスマルパ語族のマタガルパ語には、現在は消滅している2つの言語、マタガルパ語とカカオペラ語が含まれている。後者は以前エルサルバドル東部の一部で話されていた。 
ミスキート語には、他のミスマルパ語族の言語から借用した多くの要素に加えて、クレオール経由で英語から借用した多くの借用語が存在する。ニカラグアやホンジュラスではスペイン語が公用語となっているにもかかわらず、ミスキート語へのスペイン語の影響はもっと最近のもので、もっと表面的なものである。ミスキートに影響を与えた言語は他にも多くある。スモ語の方言なども影響し、語彙や文法のつながりが多い。アラワク語、ラマ語、カリブ語など他の言語や、いくつかの西アフリカの言語とのつながりもあった。 

## 歴史
ミスキート族の多くは、アフリカ系アメリカ先住民の祖先をもつか、またはアフリカ系アメリカ先住民とイギリス人の祖先をもつクレオールである。ミスキート族はイギリスとの関係が深く、友好同盟条約にも調印した。最終的に、イギリスはこの地域への関心を失い始め、ニカラグアがモスキート海岸に関して争う余地のない主張をすることを認めた。準主権的な自治権を持つミスキート族保護区をミスキート族に与える条約が結ばれたが、最終的にホンジュラスがこの地域を占領した。 
20世紀になると、ミスキート語は衰退し始めた。かつてスペインの植民地だったホンジュラスは、公式にはスペイン語を使用していたため、20世紀にはミスキート語の普及が抑えられた。20世紀中のほとんどの間、子供たちは学校でミスキート語を話すことを禁止され、スペイン語しか話せなかった;若い世代はミスキート語を話す機会が少なかった。 
1990年代になると、多くの団体がこの規則に反対してロビー活動を行い、ミスキート語を維持するために二言語教育の学校を推進した。そのようなバイリンガルスクールが20校存在する。 

## 正書法と音韻論
GR Heathは1913年にAmerican Anthropologist誌でミスキート語の文法について書き、その正書法と音韻論を次のように述べている。 
母音 a、e、i、o、uは、ドイツ語のそれらの文字の同じ音にほとんど正確に対応する。

子音 g、j、s、w、yは、英語のget、jet、set、wet、およびyetで聞こえる音を表す。;二重音字chはchestという単語で聞こえる音を表す。Cのみでは使用されない。シラブルの最後でさえ有気音hは常に発音される。他の文字は英語と同じ発音。
長い母音は、アクサングラーブ (`) によって区別される。
ミスクート語 (Miskuto) のアクセントは、ほとんどの場合、最初の音節にある。スペイン語の (́) のように、この規則からのすべての変更は、アキュートアクセントで示される。
同じ母音にグレイブアクセントとアキュートアクセントが現れると、それらが組み合わされてサーカムフレックス (ˆ) が形成される。
鼻母音は時々現れる:それらは普通の母音に続く、フランス語のmonにおけるnに対応する音に似ている。しかし、この鼻音は母音の後ではなく、母音と同時に発音されるように見えるので、母音自体が鼻音化されていることを示すために、母音をチルダ (̃) でマークする方がよいようである。そのような鼻母音は常に長音である。したがって、ã, ẽ, ĩ, õ, ũ と表記される

二重音字ngは単一の音であり、英語の単語「より長い」における二重の音は、nggで表される。
 ミスキートの正書法についてはまだ多くの論争があり、ミスキート語の文法、聖書のミスキート語訳、および他のテキストが出版されているにもかかわらず、解決されたとは考えられていない。

## 基本的な語彙

### 数
0 - Apu
1 - Kumi
2 - Wal
3 - Yumhpa
4 - WalhWalh
5 - Matsip
6 - Matlal Kahbi
7 - Matlal Kahbi pura kumi
8 - Matlal Kahbi pura Wal
9 - Matlal Kahbi pura yumhpa
10 - Matawalsip
11 - Matawalsip pura kumi
12 - Matawalsi pura wal

### 暦の月
1月 - Siakwa Kati
2月 - Kuswa Kati
3月 - Kakamuk Kati
4月 - Lih Wainhka Kati
5月 - Lih Mairin Kati
6月 - Li Kati
7月 - Pastara Kati
8月 - Sikla Kati
9月 - Wis Kati
10月 - Waupasa Kati
11月 - Yahbra Kati
12月 - Trisu Kati

## 関連文献
- Adam, Lucien (1891). Langue mosquito. Paris: J. Maisonneuve (Reprinted 1964, Nendeln/ Liechtenstein: Kraus).